# 眉山公園
眉山公園（びざんこうえん、英語：Bizan Park）は、徳島県徳島市の眉山に位置する都市公園（風致公園）である。

## 概要
1958年（昭和33年）3月31日に開園。サクラや夜景の名所として名高く、徳島市を代表する観光地となっている。また、同じ眉山内にある西部公園は日本さくら名所100選に選定されている。
公園内にはヴェンセスラウ・デ・モラエスの記念館であるモラエス館、第二次世界大戦時の戦死者慰霊のために建てた記念塔のパゴダ平和記念塔等があるほか、眉山パークウェイの終点部となっている。山頂の展望台からは徳島市街を見渡せるほか、快晴の日には諭鶴羽山や和泉山脈を望むことも出来る。

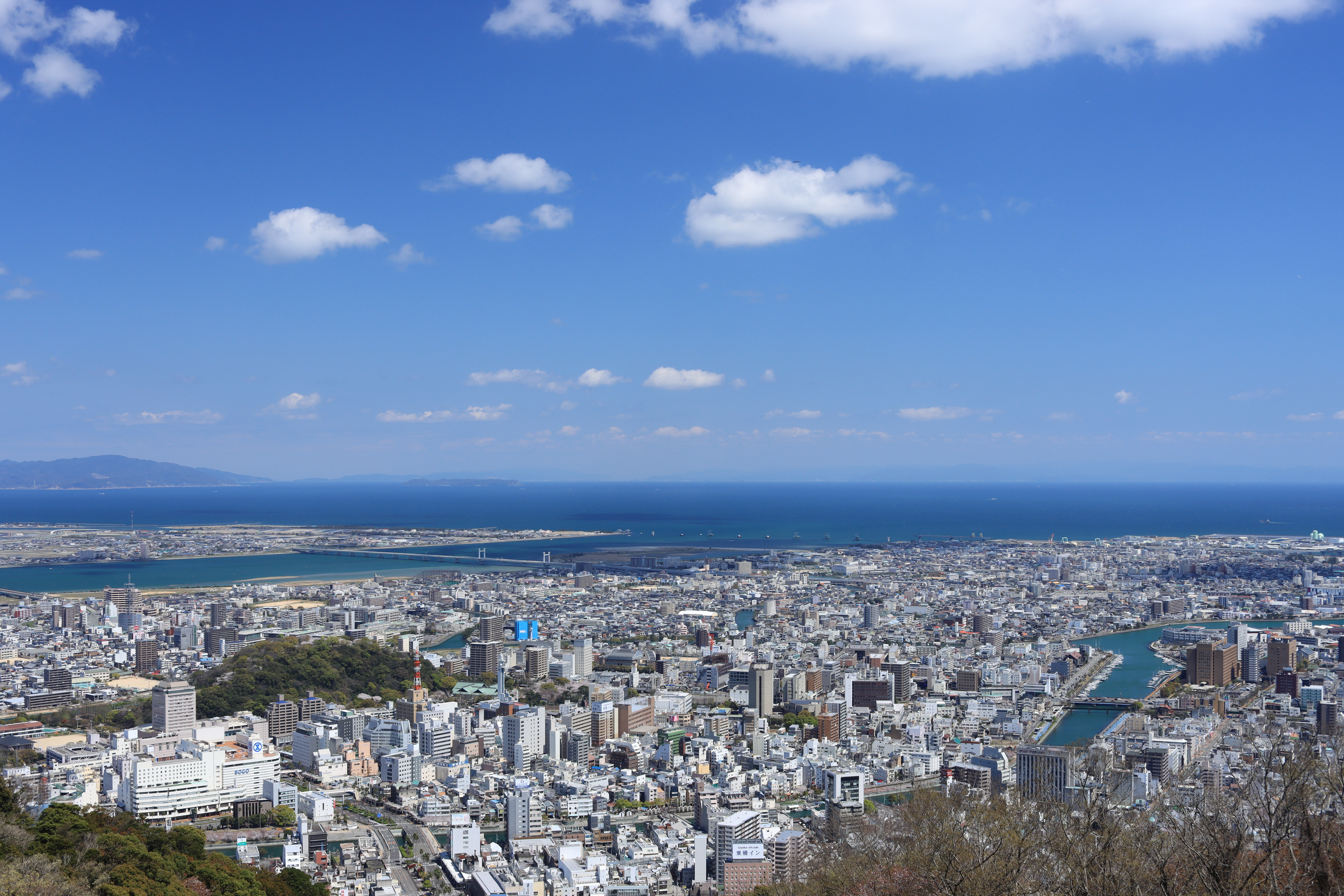
眉山公園から望む徳島市街
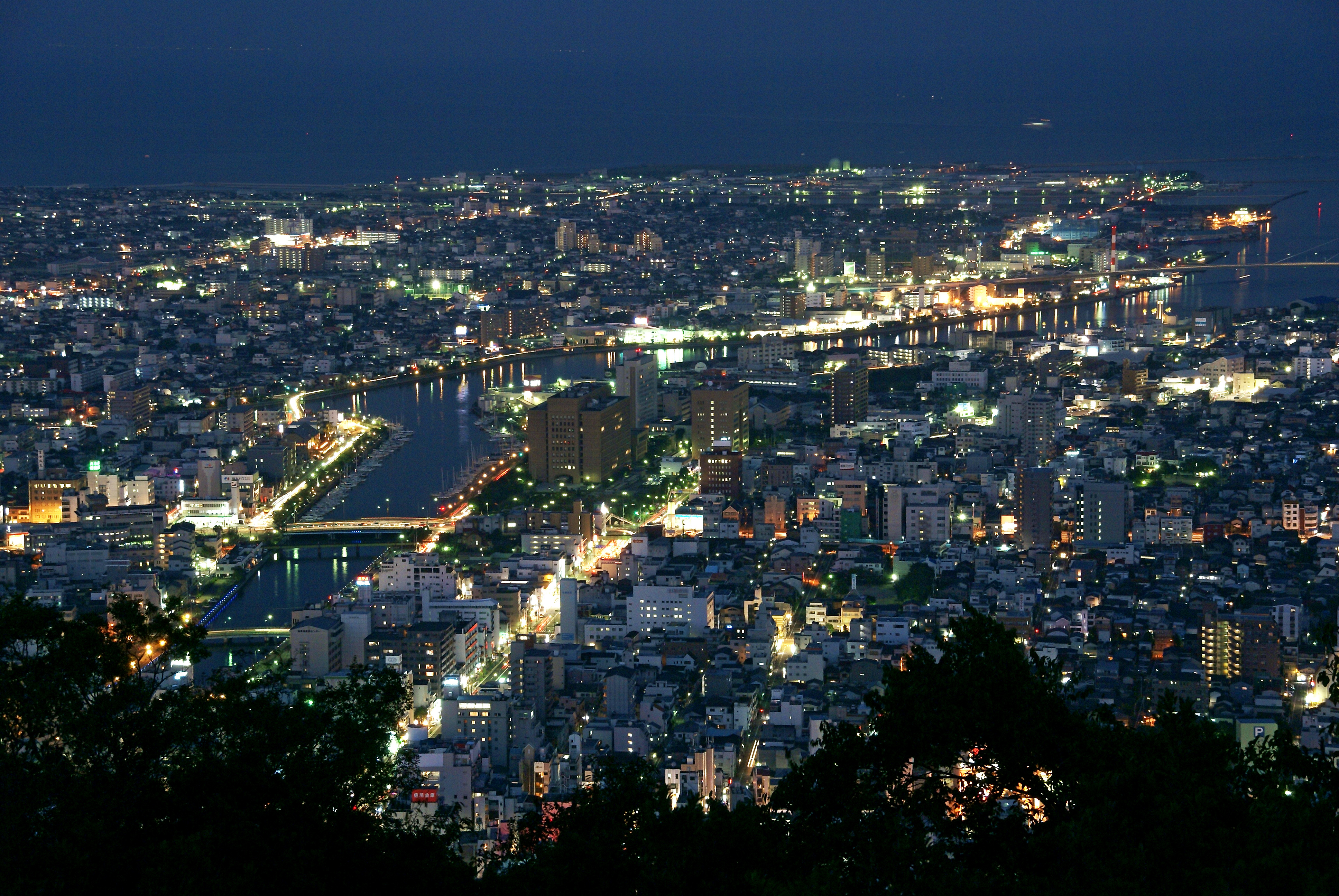
眉山公園から望む徳島市街の夜景
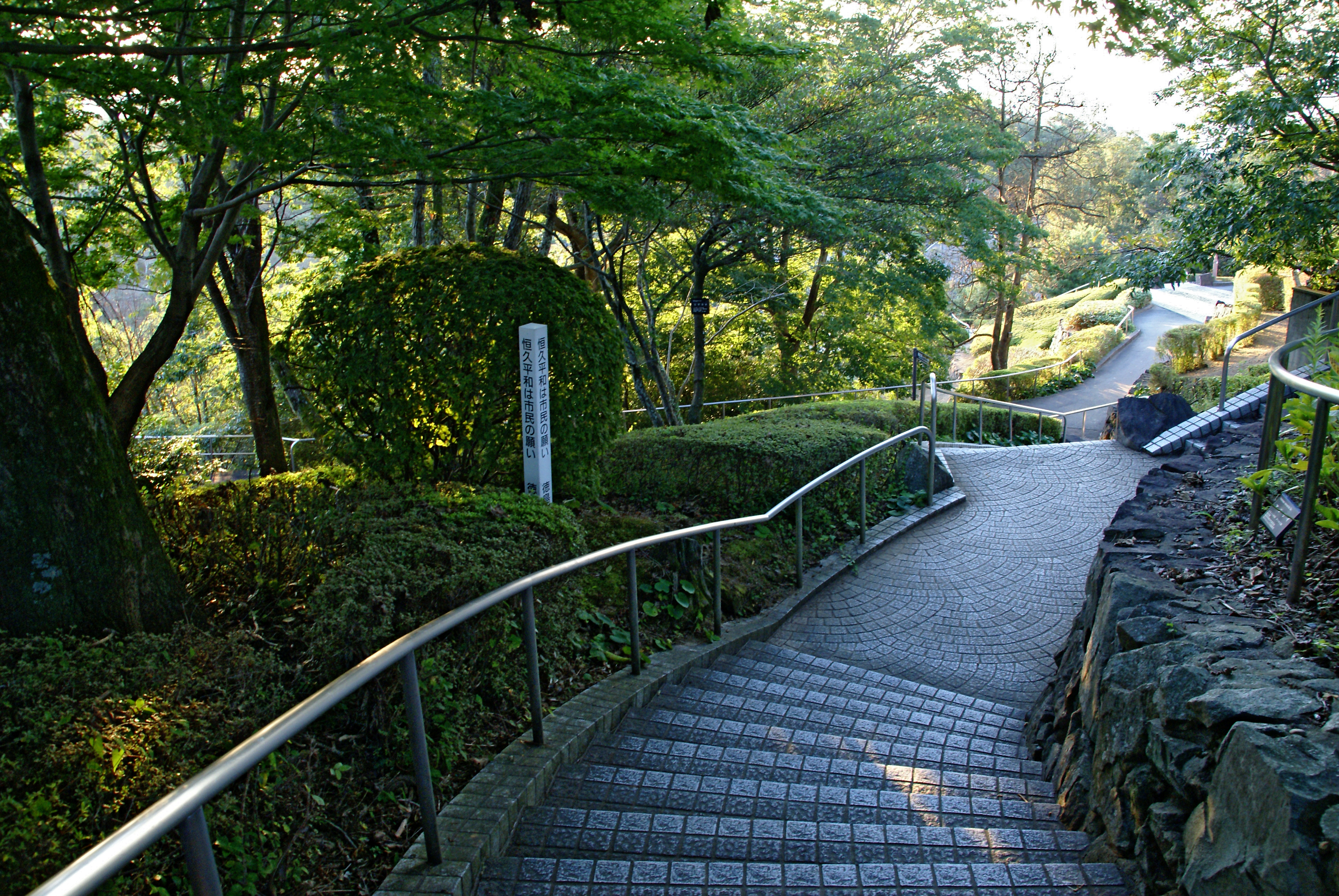
園内散策路

## 公園内の施設

### 現在存在している施設
- パゴダ平和記念塔
- 剣山神社
- 眉山ロープウェイ
- 眉華鏡
- マチ★アソビCafe眉山（二階はカフェ利用者ではなくても入れる無料展望台があり声優達の手形がある。）

### かつて存在した施設
- 徳島縣護國神社
- モラエス館

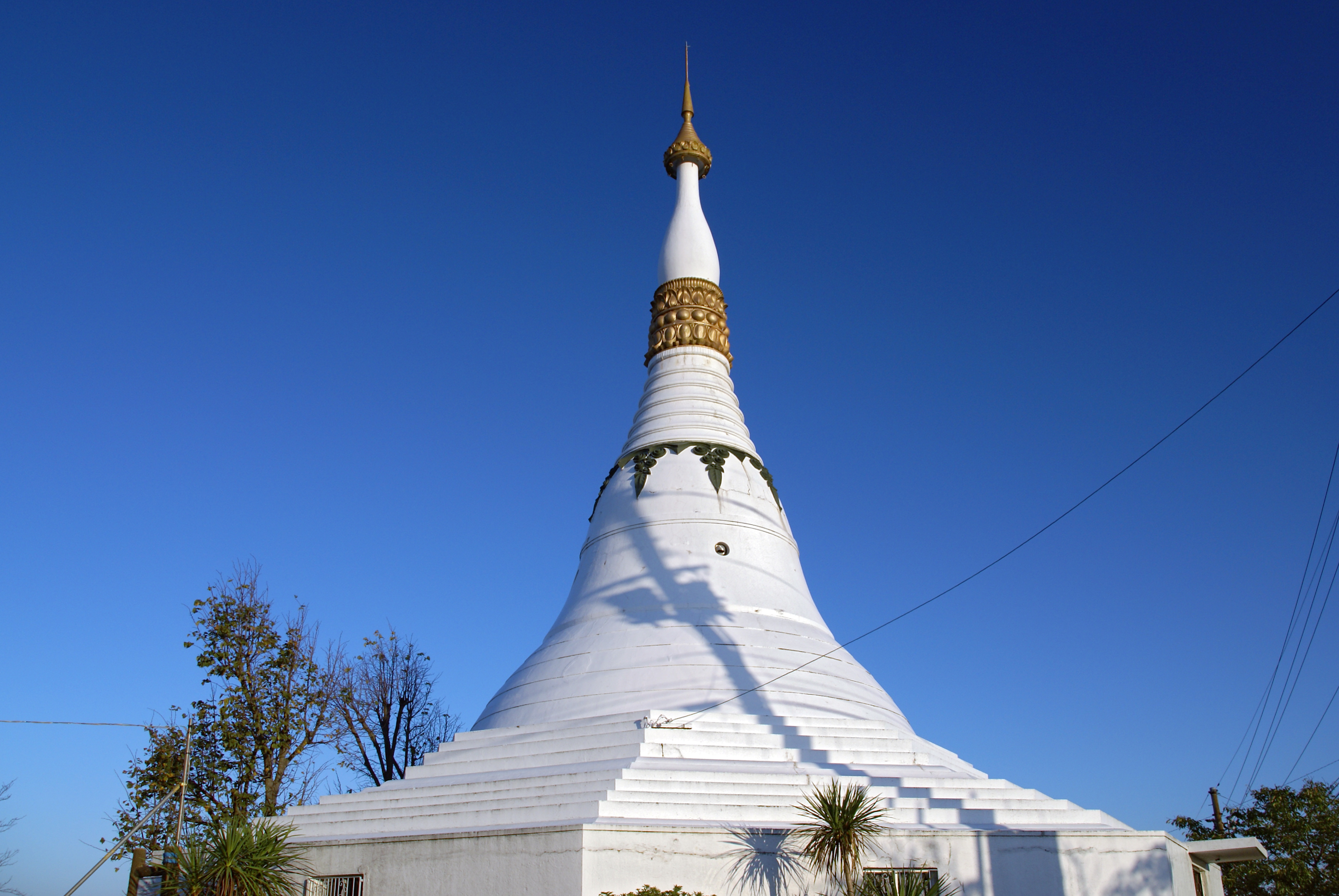
パゴダ平和記念塔
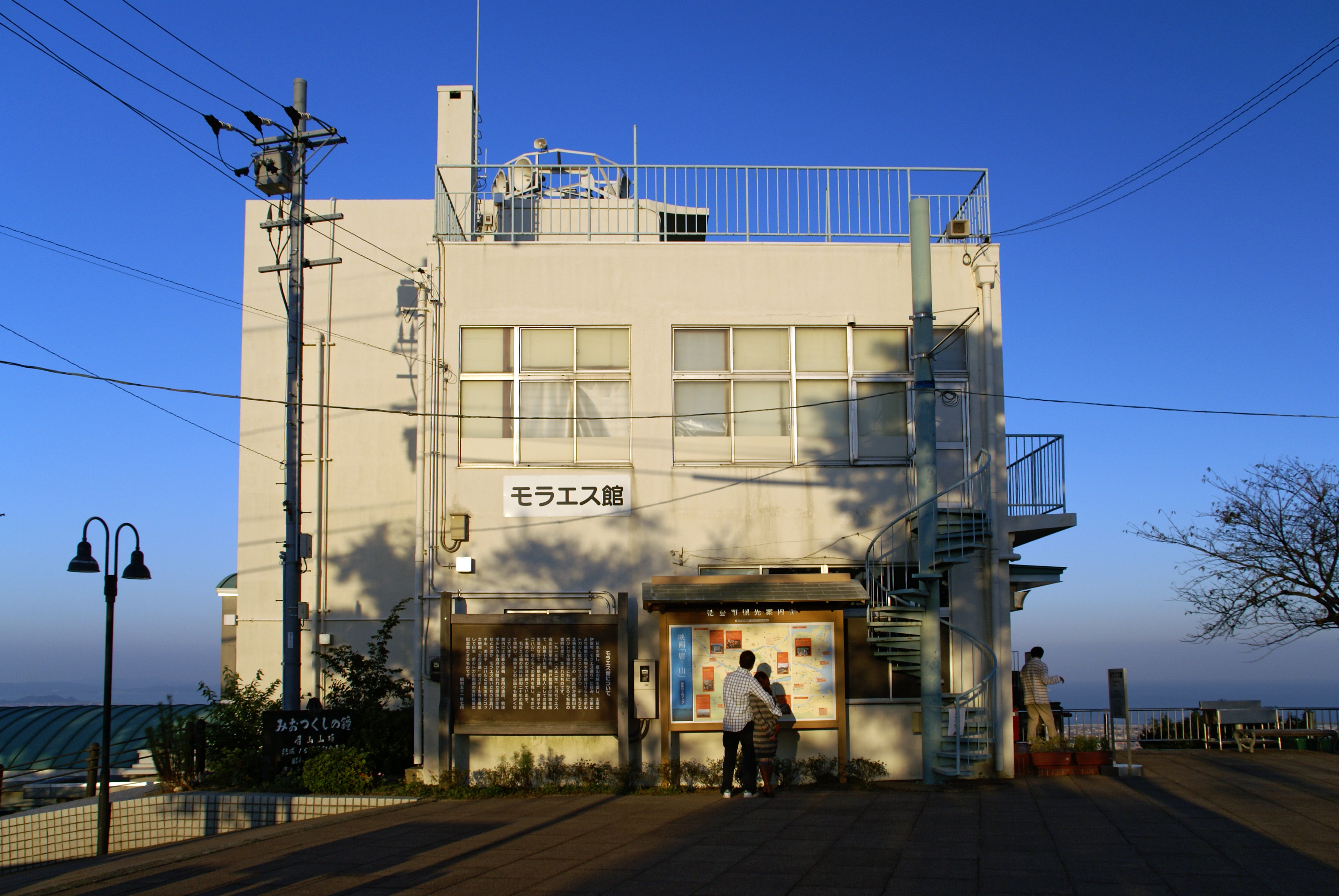
モラエス館

## 交通
- JR高徳線 徳島駅から徒歩約10分の阿波おどり会館5階の眉山山麓駅から眉山ロープウェイに乗車。約7分で眉山山頂駅下車、徒歩すぐ。
- 神戸淡路鳴門自動車道「鳴門インターチェンジ」から国道11号経由で約25分。